# Yemaek
 (août 2025).
Si vous disposez d'ouvrages ou d'articles de référence ou si vous connaissez des sites web de qualité traitant du thème abordé ici, merci de compléter l'article en donnant les références utiles à sa vérifiabilité et en les liant à la section « Notes et références ».

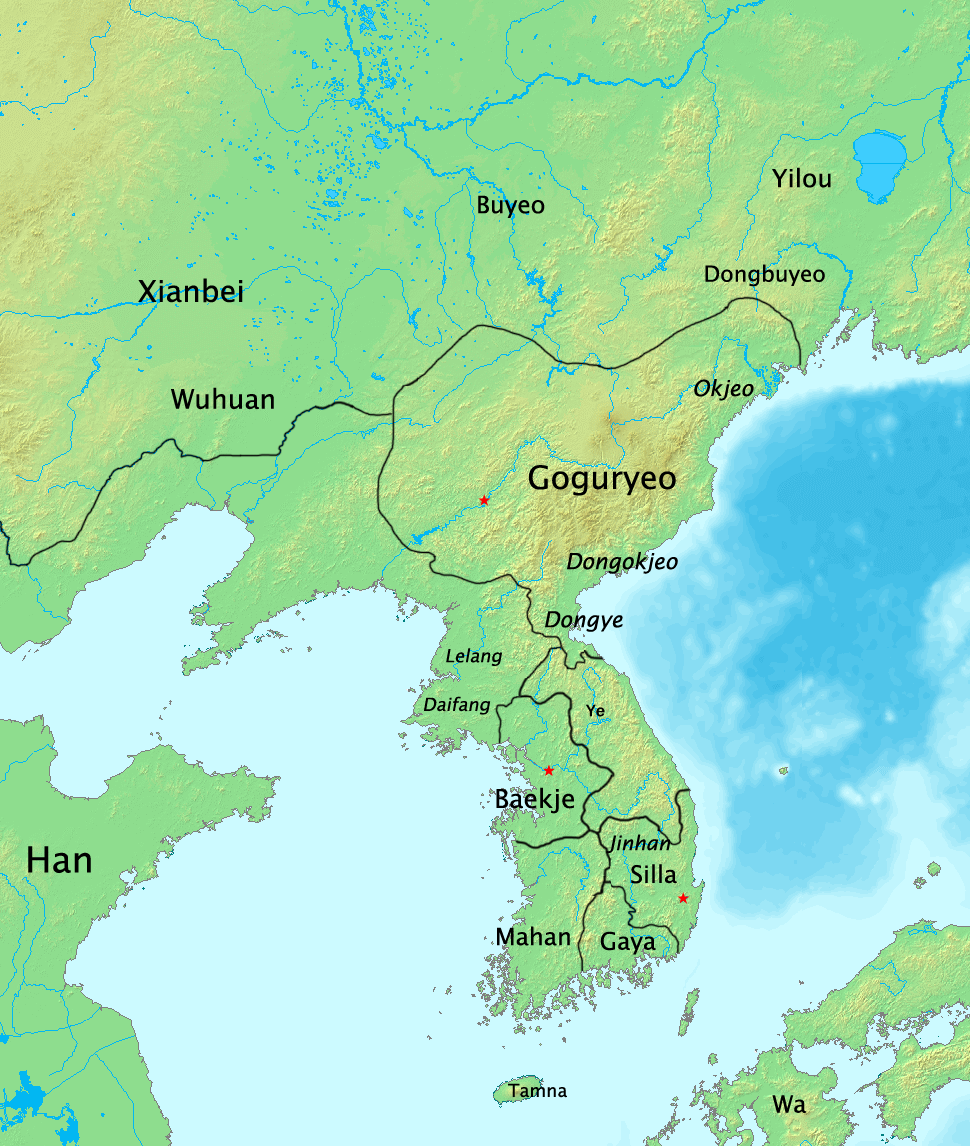
La péninsule coréenne en 204 av.J-C.

Yemaek (hangeul : 예맥 ; hanja : 濊貊) est le nom donné au groupement de quatre peuples vivant en Corée antique : les Puyŏ dans le nord de la Mandchourie, les Koguryŏ plus au sud mais liés linguistiquement et culturellement aux premiers, les Ye orientaux ou Tongye, et les Okchŏ.
Culturellement, ils seraient liés à la Culture de Xituanshan, et auraient comme langue une hypothétique le ye-maek.